# Edward Cowper
Edward Shickle Cowper, född 1790, död 1852, var en engelsk boktryckare och uppfinnare.  Han arbetade med en förbättrad ångtryckpress. Han var far till ingenjören och uppfinnaren Edward Alfred Cowper.